# Weronika Podres
Weronika Podres (ukrainisch Вероніка Подрес, eng. Veronika Podrez, * 11. Januar 2007) ist eine ukrainische Tennisspielerin.

## Karriere
Podres spielt bisher überwiegend Turniere auf der ITF Women’s World Tennis Tour, wo sie bislang sechs Einzeltitel gewonnen hat.
2021 nahm Podres am Les Petits As teil.

## Turniersiege

### Einzel
| Nr. | Datum             | Turnier               | Kategorie | Belag             | Finalgegnerin      | Ergebnis      |
| --- | ----------------- | --------------------- | --------- | ----------------- | ------------------ | ------------- |
| 1.  | 27. August 2023   | Wanfercee-Baulet      | ITF W15   | Sand              | Stéphanie Visscher | 4:6, 6:4, 6:4 |
| 2.  | 22. Oktober 2023  | Cherbourg-en-Cotentin | ITF W25   | Hartplatz (Halle) | Alice Robbe        | 6:2, 2:6, 6:4 |
| 3.  | 14. Januar 2024   | Esch an der Alzette   | ITF W15   | Hartplatz (Halle) | Carolina Kuhl      | 6:4, 6:3      |
| 4.  | 8. September 2024 | Dinard                | ITF W15   | Sand              | Mathilde Lollia    | 6:1, 6:1      |
| 5.  | 9. März 2025      | Hagetmau              | ITF W15   | Hartplatz (Halle) | Alice Robbe        | 6:4, 6:2      |
| 6.  | 23. März 2025     | Le Havre              | ITF W15   | Sand (Halle)      | Mathilde Lollia    | 6:1, 6:1      |